# Invasions mongoles de Geòrgia
Les invasions mongoles de Geòrgia, van ser un enfrontament bèl·lic efectuat per l'Imperi Mongol que es desenvolupà en tres fases. En la primera fase, els mongols arribaren fent una expedició d'exploració per la zona propera a l'estat que estaven conquerint, la regió persa de Coràsmia i en la segona, l'any següent, van destruir completament l'exèrcit georgià, cosa que indirectament afectà la cinquena croada. En la tercera fase, el 1236, els mongols aconseguiren que Geòrgia se'n declarés vassall, cosa que comportava el pagament d'una elevada taxa, i la contribució amb homes per a l'exèrcit mongol. Encara que els reis georgians continuaren portant el títol, havien de ser nomenats pel kagan, i el govern efectiu el tingueren els governadors mongols que dividiren el país en vuit regions o durmans controlades per vuit temens. La cort georgiana es traslladà de Tblisi a Kutaisi i la noblesa es resistí al domini de manera desigual cosa que afavorí la divisió del Regne de Geòrgia i la desintegració del país en petits estats. Un cop subjugada Geòrgia, els mongols continuaren les seves conquestes cap a l'oest assimilant: l'Imperi de Trebisonda, el Soldanat de Rum i el Regne d'Armènia Menor; i cap al nord en territori de Durdzukètia i de la Rus de Kíev, on van trobar més resistència. El període de domini mongol de Geòrgia va ser del 1238 al 1386, durant el qual formà part del valiat del Gurjistan.

## Atacs inicials

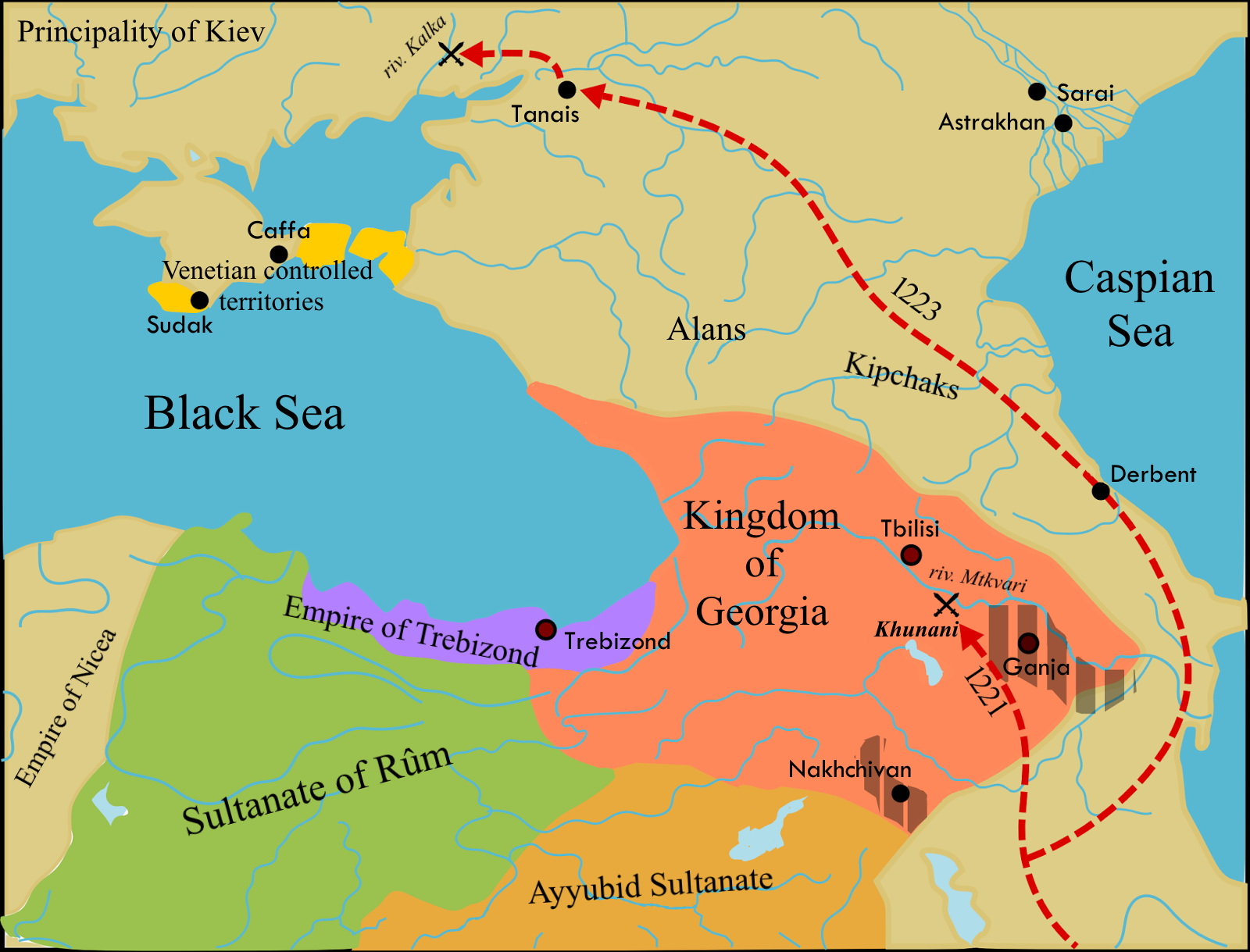
En aquest mapa la línia roja marca la primera invasió i l'avanç cap a la batalla de Kunan.

Els mongols van fer la seva primera aparició en territori georgià quan aquest reialme estava en el seu apogeu i dominava la major part del Caucas. El primer contacte esdevingué la tardor de l'any 1220 (batalla del Caucas), quan aproximadament 20.000 mongols comandats per Subotai i Djebé penetraren empaitant el vençut xa Alà-ad-Din Muhàmmad de la dinastia Anuixtigínida, vers la mar Càspia. Amb el consentiment de Genguis Kan, aquests dos generals mongols s'adreçaren cap a occident en una missió de reconeixement. Es van introduir a Armènia, que llavors estava sota govern de Geòrgia, i van derrotar un exèrcit combinat d'uns 60.000 armenis i georgians comandats per Jordi IV Lasha, que anava acompanyat pel seu atabeg (tutor) i ispahsalar (general en cap) Iwane Mkhargrdzeli, en la batalla de Khunan a la vora del riu Kotman. Giorgi fou greument ferit al pit. Això no obstant, els generals mongols, van ser incapaços d'avançar més enllà, ja que l'Imperi Mongol tenia obert un altre front de guerra amb l'Imperi Corasmi, i van girar cap al sud en direcció a Hamadan. Quan la resistència dels corasmis fou aixafada, els mongols tornaren amb força el gener del 1221. Tot i que el rei Giorgi era inicialment contrari a presentar batalla pel record de la derrota anterior, Djebé i Subutai van forçar la situació efectuant atacs a la frontera, amb pillatge i assassinat dels camperols de la zona. La següent batalla a Bardav (Pardav; en l'actualitat Barda, a l'Azerbaidjan) fou una altra decisiva victòria mongola. Encara que Georgia era un territori al descobert, els mongols havien arribat com a petit grup d'exploració i pillatge, no com a exèrcit amb intenció de conquerir. Per tant, els mongols, després de la batalla, marxaren cap al nord per fer el mateix en altres territoris, passant pel Xirvan. Aquesta ruta els portà a les terres dels alans i al sud de les estepes russes on els mongols derrotaren les troppes dels kiptxaks i de la Rus de Kíev a la batalla del riu Kalka (1223).
Aquests atacs ràpids i per sorpresa deixaren els georgians confusos fins al punt de no poder identificar qui eren els enemics, segons es desprèn de les cròniques georgianes d'aleshores. L'any 1223, quan semblava que els mongols havien abandonat els seus plans respecte a Geòrgia, la successora de Jordi IV, Russudan, va escriure en una carta al papa Honori III, que li semblava que els georgians donaven per fet que els mongols eren cristians tenint en compte que lluitaven contra els musulmans. La invasió mongola va alterar indirectament el curs de la cinquena croada. Geòrgia tenia previst enviar un gran exèrcit per obrir un segon front al nord, al mateix temps que els croats atacaven la Terra Santa per l'oest, però com que els mongols havien destruït l'exèrcit georgià en les batalles abans esmentades, no van poder donar suport als europeus que van malgastar temps esperant en va que arribessin els seus aliats.
Durant la invasió de Transoxiana el 1219 Genghis Khan va fer servir una catapulta xinesa, arma que tornà a emprar el 1220 a Transoxiana. Probablement les feien servir per llançar amb força bombes de pólvora, material que els xinesos coneixien bé. En la invasió mongola del 1239-1240 al nord del Caucas, també s'empraren armes d'aquest tipus.

## Invasió final i conquesta
La tercera i definitiva invasió en el Caucas succeí l'any 1236. Aquesta ofensiva, que portaria la ruina a Geòrgia, anà precedida pel devastador conflicte amb Jalal-ad-Din Mangubertí, un xa refugiat de Coràsmia, que l'any 1225 havia demanat suport militar a Geòrgia per lluitar contra els mongols. En la subsegüent guerra la ciutat de Tbilisi fou capturada i l'antic esplendor i prosperitat del Regne de Geòrgia quedà reduït al no res i amb un país indefens a mercè de la invasió mongola.
A la mort de Mangubertí l'any 1231, els mongols van quedar lliures per efectuar nous atacs i el general Txormaghan va dur, el 1236, un nombrós exèrcit contra Geòrgia i el principat d'Armènia. La majoria dels nobles georgians i armenis, que eren senyors dels territoris fronterers es van sotmetre als invasors sense presentar una veritable resistència, que es limità a defensar llurs castells, mentre que altres van preferir fugir cap a zones més segures. La reina Russudan va abandonar Tbilisi i va instal·lar la cort a Kutaisi, altres persones es van amagar a les muntanyes i van deixar la Geòrgia oriental, que és plana, en mans de l'atabeg Avag Mkhargrdzeli i d'Egarslan Bakurtsikheli. Aquests van pactar la pau amb els mongols a canvi de pagar-los un tribut. L'únic gran noble que resistí fou Ivane I Jaqeli, príncep de Samtskhé. Les seves extenses possessions foren terriblement devastades, i Ivane finalment va haver de sotmetre's, amb el consentiment de Russudan, l'any 1238. Les tropes mongoles triaren no travessar la serralada de Likhi per anar a cercar la reina i aquest element del relleu acabaria separant el regne en dues parts: l'oriental ocupada i l'occidental sotmesa però no ocupada. Russudan va provar, sense succés, de guanyar-se el suport del papa Gregori IX. Atabek Avag va arranjar la submissió de la reina l'any 1243, i Geòrgia va esdevenir oficialment territori vassall del kagan. El país hauria de pagar anualment un tribut de 50.000 peces d'or i aportar homes als seu exèrcit quan ho requerissin.

## Govern mongol de Geòrgia
Els mongols crearen el valiat del Gurjistan, que incloïa Geòrgia més els territoris al sud del Caucas, que governaren indirectament, mantenint un monarca georgià al tron, el qual havia de ser confirmat pel kagan en prendre possessió del títol. A la mort de Russudan el 1245, hi va haver un interregne durant el qual els mongols van dividir el Caucas en vuit dumans o sectors amb un tumen o destacaments militars a cadascun. Van profitarn en benefici propi la complicada llista de famílies relacionades amb els càrrecs de govern i van dividir la noblesa georgiana en dues faccions rivals, cadascuna de les quals advocava per situar el seu candidat en el tron. Una facció donà suport a David Ulu, fill il·legítim de Jordi IV, l'altra facció era favorable al seu cosí David "Narin", fill de Russudan. Després d'un pla fracassat contra el domini mongol a Geòrgia impulsat per Tsotne Dadiani (1245), el kan Guyuk nomenà reis ambdós pretendents (1247), de la part occidental i oriental respectivament. El sistema de dumans fou abolit, però els mongols van seguir de prop la tasca administrativa per assegurar ingressar ràpidament les contribucions procedents dels pobles subjugats, i de la captació de soldats per als seus exèrcits.
Van haver-hi grans contingents de georgians que lluitaren sota la bandera mongol a Alamut (1256), Bagdad (1258), Ayn Jalut (1260) i en altres llocs on van ser requerits, amb la mort de desenes de milers d'ells, mentre que Geòrgia i la regió del Caucas en general, quedaven sense defensors nadius i mai van tenir efectius per protestar contra l'abús d'unes taxes molt cares. Irònicament, en la batalla del Kösedağ (1243), en què els mongols aixafaren els seljúcides del Soldanat de Rum, almenys tres-cents soldats auxiliars georgians lluitaren en les files mongoles, alhora que un príncep georgià Shamadavle Akhaltsikhe lluitava en el bàndol contrari.
El 1256, Möngke va incloure Geòrgia en l'Il-kanat, imperi centrat a Pèrsia (actual Iran), a càrrec d'Hülegü. Entre 1259–1260, la noblesa georgiana, liderada per David Narin, s'alçà contra el poder mongol, i aconseguí la segregació d'Imerècia (Georgia occidental), on formaria un reialme independent. David Ulu decidí imitar la rebel·lió del seu cosí, però va ser derrotat a prop de Gori i sotmès altre cop als mongols. A començament del 1261, el Caucas esdevingué l'escenari de diversos conflictes entre l'Ilkanat i l'Horda d'Or, que tenia el seu centre a la part baixa del Volga i la capital a Sarai.
La unitat de Geòrgia va ser destruïda; els nobles havien perdut la fe en la monarquia que havia permès el domini mongol del país. El 1266, el príncep Sargis I Jaqeli del Samtskhé (amb Akhaltsikhé com a capital) rebé protecció i patronatge del kan Abaqa, cosa que el feu guanyar una certa independència de la corona georgiana. El següent rei georgià (de la part oriental) Demetri II «el Devot» (1259–1289), aprofitant les intrigues que hi havia dins la cort de l'Ilkanat, va provar de reunificar el seu país, però en ser sospitós del cop d'estat fallit contra Arghun Khan, va preferir protegir Geòrgia de ser envaïda i es va rendir als mongols que el van executar. Llavors el regne va caure en l'anarquia. Mentre la Geòrgia occidental mantenia una perillosa independènci de l'Ilkanat, la Geòrgia oriental patia un pesat expoli fiscas i d'una situació política inestable. En qüestions religioses els mongols eren generalment tolerants encara que moltes esglésies i monestirs també havien de pagar les taxes. Hi va haver una revolta amb David VIII (1292–1310), encara que de poca durada, que no va obtenir la llibertat per Geòrgia, però que va efectuar un seguit d'expedicions punitives veritablement devastadores. Els mongols provaren de mantenir el control sobre el país enderrocant els monarques i incitant protestes civils, però el seu poder sobre Geòrgia s'afeblí gradualment amb la desintegració de l'Ilkanat a la regió de Pèrsia.

## Desaparició del Regne de Geòrgia
Hi hagué un breu període de reunificació i prosperitat amb Jordi V l'Il·lustre (1299–1302, 1314–1346). Amb l'ajut d'Amir Coban, ulug-beg de l'Ilkanat, Giorgi va eliminar els seus oponents que volien continuar sent independents de la corona georgiana. Va conquerir Imerècia i unificar el Regne de Geòrgia abans de la mort del darrer efectiu Ilkhan Abu Sai'd. El 1319 Giorgi i els mongols sufocaren la rebel·lió de Qurumshi, el governadorf. Probablement a causa de dissensions internes entre els kanats mongols i els generals de l'Ilkanat, gairebé totes les tropes que tenien a Geòrgia es van retiren en la dècada del 1320. L'ilkhan Abu Sai'd va eximir Ani i els districtes georgians de la rodalia de pagar qualsevol taxa. En una carta del 1321 enviada al papa d'Avinyó s'esmenta el poble cismàtic que formava part de l'imperi tàtar (Ilkanat), en referència als georgians .
L'any 1327 el poderós ministre Amir Coban va caure en desgràcia i va ser executat a Pèrsia, el que va ser l'esdeveniment més dramàtic del govern d'Abu Sa'id. Això va ser un greu cop per a Geòrgia que hi va perdre el seu protector dins la cort mongola. El fill de Coban, Mahmud, que tenia el comandament de la guarnició mongola a Geòrgia, va ser arrestat per les seves propies tropes i executat. Després, Iqbalshah, fill de Qutlughshah, fou nomenat governador mongol de Geòrgia (Gurjistan). Els anys 1330-31 Jordi V «l'Il·lustre» va annexar Imerècia per unificar els territoris de l'antic Regne de Geòrgia. El 1334, Abu Sa'id va traspassar el càrrec de governador del que havia estat l'Ilkanat de Geòrgia a la dinastia jalayírida.
Durant el domini dels Timúrides, la major part de Geòrgia encara estava en mans de dues famílies mongoles la Jalayírida i la dels Coban. El conqueridor Timur va efectuar vuit atacs entre el 1386 i el 1403 van ser un gran cop per al regne georgià, que finalment quedà desintegrat vers el 1491, amb l'aparició de petits estats, els quals es van esforça durant els segles següents per mantenir llur independència respecte als safàvides i als otomans, que estigueren pressionant per domninat la zona fins que el 1801 foren annexats per l'Imperi Rus.